# Matt Aitch
 (mai 2015).
Si vous disposez d'ouvrages ou d'articles de référence ou si vous connaissez des sites web de qualité traitant du thème abordé ici, merci de compléter l'article en donnant les références utiles à sa vérifiabilité et en les liant à la section « Notes et références ».
Matthew Alexander « Matt » Aitch, né le 21 septembre 1944 à Saint-Louis dans le Missouri  et décédé le 4 avril 2007 à Lansing dans le Michigan était un joueur professionnel de basket-ball.
Matt Aitch effectue sa carrière universitaire avec les Spartans de Michigan State avant d'être sélectionné au troisième tour de la Draft 1967 de la NBA par les Pistons de Détroit.
Il rejoint les Pacers de l'Indiana, alors en ligue ABA, avec lesquels il joue 45 matches, affichant des moyennes de 5,6 points et 3,6 rebonds.